# 普勒岑湖監獄

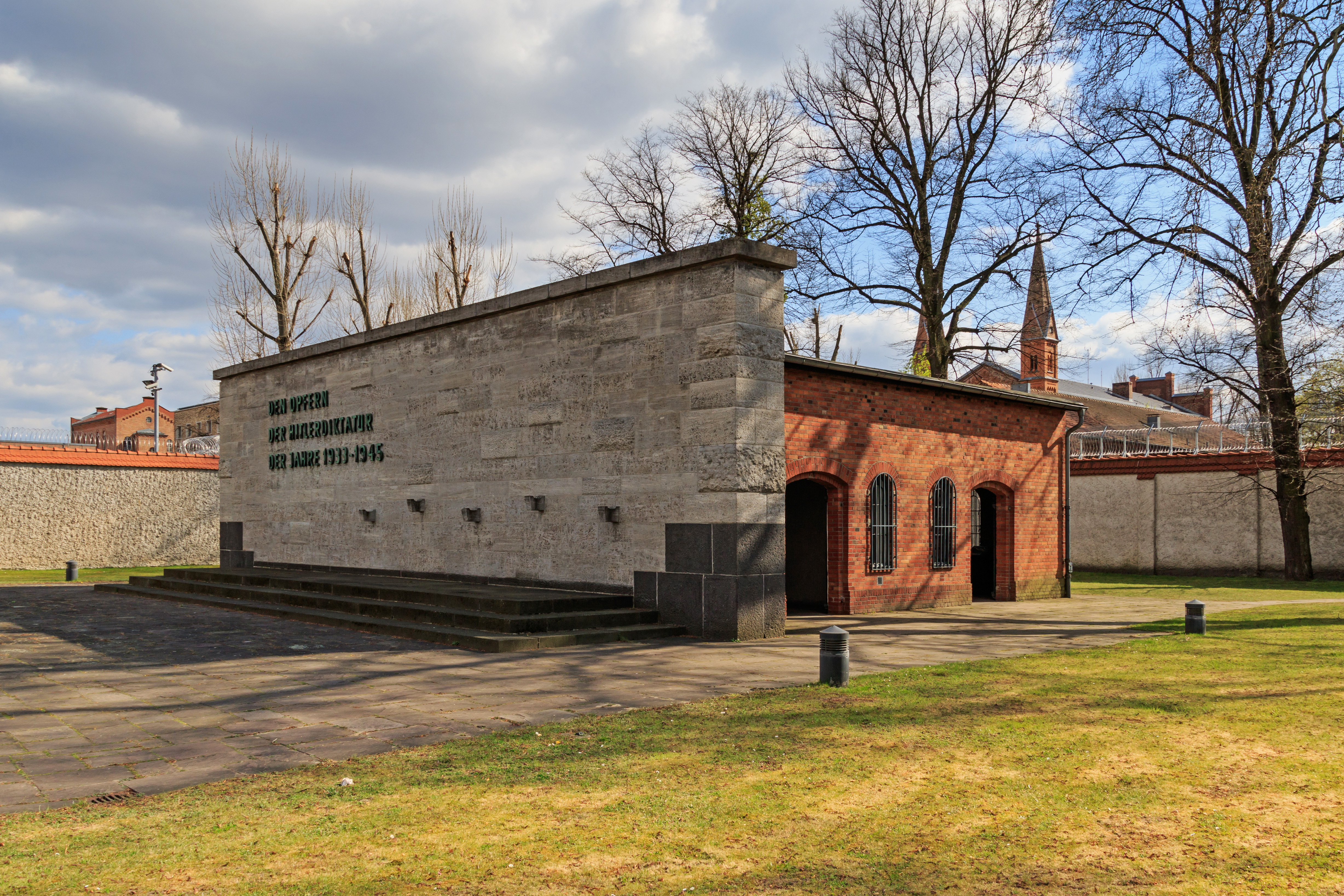
今日之监狱纪念碑

普勒岑湖監獄（德語：Plötzensee Gefängnis），现为普勒岑湖惩戒所（德語：Justizvollzugsanstalt Plötzensee，JVA Plötzensee）是位於柏林夏洛滕堡北區的一所監獄，可容納577名囚犯，由柏林州司法部門管理。普勒岑湖監獄建立于1868年。在納粹時代，它因作為主要死刑犯关押之一而臭名昭著。纳粹时期大約有3,000名囚犯在普勒岑湖監獄被處決。著名的囚犯包括東德最後一位共產黨領導人埃貢·克倫茨。

## 死于普勒岑湖監獄者
- 阿卜杜拉·阿利什（1908-1944），蘇聯韃靼族詩人和作家
- 漢斯-於爾根·格拉夫·馮·布盧門撒爾（1907-1944），是第二次世界大戰期間的德國貴族和陸軍軍官，因參與7月20日事件而被處決。
- 埃里希·霍普納（1886-1944），德国装甲兵指挥官，大将，因參與7月20日事件而被處決。
- 弗雷德里希·沃爾納·馮·舒倫堡（1875—1944）德國外交官，因參與7月20日事件而被處決。
- 赫爾穆特·詹姆斯·馮·毛奇（1907—1945），名將小毛奇的侄孫、老毛奇的曾侄孫，因參與7月20日事件而被處決。
- 卡爾·弗里德里希·格德勒（1884—1945），德國律師、政治家，參與德國抵抗運動反抗納粹黨的統治，後被納粹以叛國罪處死。
- 卡爾-海因里希·馮·施蒂爾普納格爾（1886—1944），德國陸軍步兵上將，因參與7月20日事件而被處決。
- 亞瑟·內貝（1894－1945）德國黨衛軍官員，在納粹德國的安全和警察機構中擔任要職，因參與7月20日事件而被處決。
- 彼得·約克·馮·瓦滕堡（1904–1944），因參與7月20日事件而被處決。
- 羅伯特·伯納迪斯（1908-1944），奧地利抵抗戰士；參與刺殺希特勒的陰謀而被处决。
- 艾伯哈德·芬克（1899-1944年），德国上校和抵抗組織成員，絞死。
- 萊因霍爾德·弗蘭克（1896-1945），參與刺殺希特勒陰謀的律師，絞死。
- 尼古拉斯·格羅斯（1898-1945），羅馬天主教徒，被錯誤逮捕，絞死。
- 貝德里奇·霍莫拉（1887-1943），捷克游击队员，斩首。
- 加林娜·羅曼諾娃（1918-1944），烏克蘭醫生和抵抗戰士， 斬首。
- 阿爾弗雷德·格倫伯格（1902-1942），共產黨員、抵抗戰士，絞死。